# Wilson Tibério
Wilson Mendonça Tibério (Porto Alegre, 24 de novembro de 1920 — Mazan, França, 20 de julho de 2005), foi um artista plástico brasileiro, pintor, desenhista e escultor.
Iniciou seus estudos de desenho aos 13 anos, no Rio Grande do Sul. Em Porto Alegre foi aluno de Bruno Lechowski. Mudou-se para o Rio de Janeiro aos 16 anos. Estudou na Escola de Belas Artes. Dedicou-se à pintura a óleo, com ênfase nos temas afro-brasileiro e retratos. Tibério esteve na fundação do Teatro Experimental do Negro.
Em 1947, recebe da Embaixada da França uma bolsa de estudos para aperfeiçoar sua técnica de pintura mural.  Na França, Tibério se envolveu com artistas e pensadores do novimento Negritude, especialmente com Alioune Diop, escritor e fundador do jornal e casa de edição Présence Africaine e viajou para o continente africano, ficando por longo período especialmente no Senegal e na Costa do Marfim
Participou ativamente de movimentos políticos tendo se inscrito no Partido Comunista antes de deixar o Brasil .

## Obras
No Brasil há poucos acervos com obras do artista. Uma obra na Pinacoteca Barão de Santo Ângelo, do Instituto de Artes da Universidade Federal do Rio Grande do Sul, e seis obras no Museu Afro Brasil, em São Paulo.
- Auto-retrato, 1941[11]
- Cena de candomblé
- Praça onze[2]
- Súplica[2]

## Exposições
- II Salão de do Instituto de Belas Artes do Rio Grande do Sul, 1940.[5]
- Salão Nacional de Belas Artes, menção honrosa, Rio de Janeiro, 1941.[12][13]
- Exposição de artistas gaúchos, Sociedade Brasileira de Belas Artes, Associação Cristã de Moços, Rio de Janeiro, 1941.[14]
- Salão da Associação Brasileira de Imprensa, Rio de Janeiro, 1945.[2][15][16][17]
- Motivos rituais Afro-brasileiros, Ministério da Educação, Rio de Janeiro, 1946.[18][19][20]
- Exposição de Um Quadro Só, Instituto Brasil-Estados Unidos, Rio de Janeiro, 1946.[21]
- Pintores Negros, no Museu Afro Brasil, São Paulo, 2008.[1]